# Nyssa ogeche
Espèce
Nyssa ogeche est un arbre du genre Nyssa poussant naturellement en Amérique du Nord.

## Description
Nyssa ogeche, communément appelé Ogeechee tupelo, white tupelo, river lime, ogeechee lime tree, sour gum ou wild lime aux États-Unis, est un arbre à feuilles caduques.
Pouvant atteindre jusqu'à 15 m (~50 ft) de hauteur, l'arbre fleurit de mars à mai, les graines mûrissent d'août à octobre. Les fleurs sont pollinisées par les abeilles. Il est réputé pour attirer la faune.
Le tupelo Ogeechee  nécessite un site très humide, il se répartit le long des rivières, des marécages et des étangs qui sont fréquemment inondés. Il pousse naturellement des frontières de Caroline du Sud près de la côte à travers la vallée de l'Ogeechee en  Géorgie jusqu'à Clay County dans le nord de la Floride et Washington County dans l'ouest de la Floride. On le trouve en abondance le long de l'Ogeechee, de la rivière  Altamaha et de la rivière  Suwannee, ainsi que dans certaines régions boisées humides, entre les rivières Choctawhatchee et Wakulla en Floride.
Le bois est léger (densité de 0,46), doux, dur mais peu solide. Il est à gros grains, difficile à fendre et de peu de valeur. L'arbre est trop rare et trop petit pour que le bois soit économiquement important.
Le fruit mûr, connu sous le nom de citron vert Ogeechee, a une saveur acide. Il est transformé en conserves et peut également remplacer le jus de citron vert. Le fruit se présente en petites grappes de 2–3, mesure jusqu'à 4 centimètres de long et a une chair épaisse, juteuse, très acide contenant une seule graine.
Des milliers d'hectares d'Ogeechee tupelo ont été plantés dans des fermes apicoles le long de la rivière Apalachicola et autour des marécages où il pousse naturellement.
Le miel fabriqué par les abeilles à partir du nectar des fleurs est connu comme miel de tupelo.

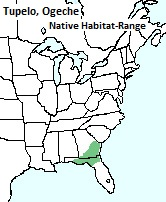
Habitat naturel.
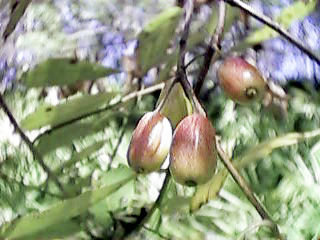
Le fruit, dénommé Ogeechee lime.
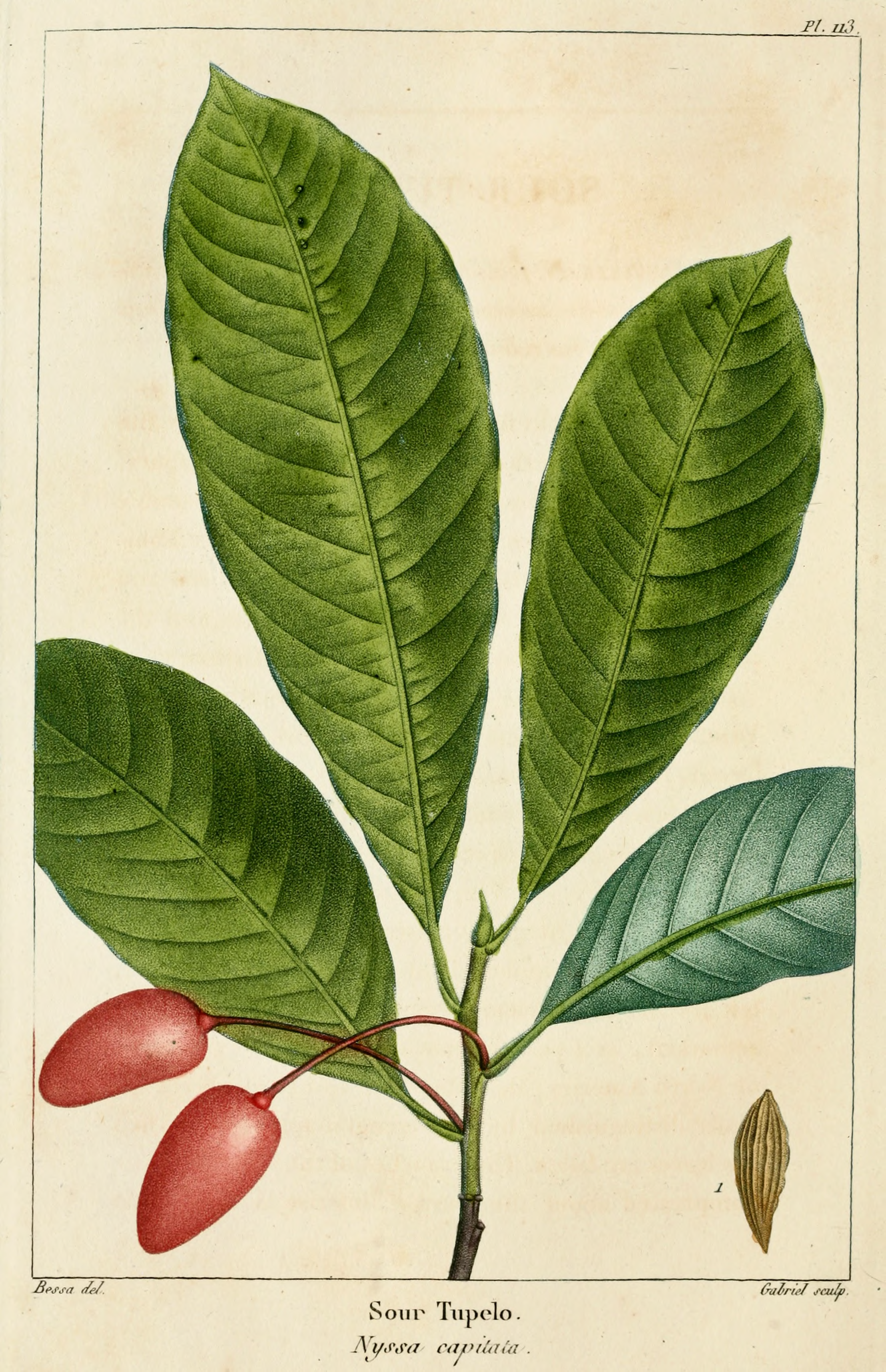
La feuille.